# Conflans-Sainte-Honorine
Conflans-Sainte-Honorine är en kommun i departementet Yvelines i regionen Île-de-France i norra Frankrike. Kommunen ligger i kantonen Conflans-Sainte-Honorine som tillhör arrondissementet Saint-Germain-en-Laye. År 2022 hade Conflans-Sainte-Honorine 36 306 invånare.

## Befolkningsutveckling
Antalet invånare i kommunen Conflans-Sainte-Honorine
| Referens: INSEE |